# Incontri d'amore
Incontri d'amore (Peindre ou faire l'amour) è un film del 2005 scritto e diretto dai fratelli Arnaud e Jean-Marie Larrieu.
Fu presentato in concorso al 58º Festival di Cannes.

## Trama
I benestanti Madeleine e William Lasserre (lei pittrice, lui meteorologo in pensione) sono sposati e vivono a Grenoble. Durante un'escursione nel Vercors, si imbattono in un casolare dismesso, situato in un delizioso ed affascinante contesto agreste; decidono impulsivamente di acquistarlo e ristrutturarlo. Un po' di tempo dopo, i Lasserre si trasferiscono nella loro nuova abitazione e vengono accolti da Adam e da sua moglie Eva, loro vicini di casa; l'incontro dà vita ad un'immediata amicizia. Adam è cieco ed è il sindaco del paese limitrofo; lui e la moglie, alquanto disinibiti e un po' sfacciati, nel corso di una serata spiegano di come pratichino da tempo (e con gran piacere) lo scambio di coppia e propongono anche a loro di partecipare. Madeleine e William, nonostante l'incredulità e l'imbarazzo iniziale, finiscono per farsi trascinare dai nuovi amici e la notte in cui la casa di Adam ed Eva viene distrutta da un incendio, li accolgono come ospiti ed accettano la loro proposta. L'esperienza si rivela piacevole e i Lasserre rimangono folgorati dalla promiscuità che ha generato questa situazione, tanto che iniziano a praticare lo scambismo anche con altre persone...

## Distribuzione

### Data di uscita
- Francia: 18 maggio 2005 (Festival di Cannes)
- Giappone: 17 giugno 2005 (French Film Festival)
- Francia: 9 luglio 2005 (Paris Cinéma)
- Francia: 30 luglio 2005 (Lama Film Festival)
- Belgio: 24 agosto 2005
- Francia: 24 agosto 2005
- Polonia: 10 ottobre 2005 (Warsaw Film Festival)
- Messico: 24 novembre 2005 (Festival de Cine Franco-Mexicano)
- Ungheria: 26 novembre 2005 (European Film Week)
- Repubblica Ceca: 27 novembre 2005 (French Film Festival)
- Canada: 7 aprile 2006 (limited)
- Italia: 7 aprile 2006
- Turchia: 2 giugno 2006
- Austria: 15 giugno 2006
- Germania: 15 giugno 2006
- Spagna: 7 luglio 2006
- Brasile: 30 agosto 2006 (Indie - World Film Festival)
- Portogallo: 27 settembre 2007

## Critica
- Un film crepuscolare e un po' onirico in cui è determinante la presenza dei paesaggi di montagna. Affiatato quartetto di interpreti. Commento del dizionario Morandini che assegna al film tre stelle su cinque di giudizio.[2]
- Rappresentazione del risveglio dei sensi, con tanto di metafore applicate, in una coppia borghese. Commento del dizionario Farinotti che assegna al film due stelle su cinque di giudizio[3]

## Riconoscimenti
- Festival di Cannes 2005
  - Candidatura alla Palma d'oro per Arnaud Larrieu e Jean-Marie Larrieu